# Главный корпус Московского педагогического государственного университета
Гла́вный ко́рпус Моско́вского педагоги́ческого госуда́рственного университе́та (Главный корпус МПГУ) — центральное здание университетского комплекса Московского педагогического государственного университета. Было спроектировано как Аудиторный корпус Московских высших женских курсов. Возведено в 1907—1912 годы. Является объектом культурного наследия России.

## История
В 1905 году Московская городская управа приняла решение о бесплатном предоставлении Московским высшим женским курсам земельного участка на окраине Москвы — на Девичьем поле (в Хамовниках). 3 июня 1907 года на участке по Малой Царицынской улице) состоялась закладка комплекса зданий МВЖК, основным из которых был Аудиторный корпус (архитектор C. У. Соловьёв). В 1912 году Аудиторный корпус был достроен. Вдохновителем и организатором строительства являлся директор МВЖК С. А. Чаплыгин.
Здание построено по проекту профессора Московского училища живописи, ваяния и зодчества, архитектора C. У. Соловьёва. Разработкой конструкций здания занимался инженер В. Г. Шухов. На проводившемся в 1914 году Московской городской управой конкурсе лучших построек — проект Аудиторного корпуса МВЖК был отмечен II премией и серебряной медалью.
В Главном корпусе МПГУ располагается филологический факультет и ректорат.

## Архитектурные особенности
Стиль главного корпуса МПГУ — неоклассицизм, исторически восходящий к русскому классицизму XVIII века и русскому ампиру первой трети XIX века.
Главный корпус МПГУ (в период создания — Аудиторный корпус МВЖК) выстроен по угловой симметричной композиции, а не по фронтальной, которая являлась традиционной для российских учебных заведений XIX — начала XX века. Композиция здания во многом схожа с некоторыми учебными заведениями Германии.
Доминантой корпуса является купольная ротонда с дорической колоннадой, к которой примыкают крылья здания. Колоннада вынесена на угол Малой Пироговской улицы (ранее называвшейся Малой Царицынской) и переулка Хользунова (ранее — Большого Трубецкого).
Архитектурное оформление Аудиторного корпуса МВЖК было сделано по подобию ансамбля Императорского московского университета на Моховой улице: его формы, выдержанные в стиле неоклассицизма, буквально «цитируют» здание ИМУ Казакова и Жилярди. Языком архитектуры заявлялась историческая преемственность МВЖК от ИМУ.
Фасады Аудиторного корпуса по классицистической традиции украшены скульптурными рельефами. Фриз между двумя рядами окон ротонды образуют многофигурные рельефные композиции. В полуциркульных нишах над окнами и между пилястрами ризалитов также размещены рельефные изображения. Все украшающие корпус скульптуры выполнены в мастерской Ф. Ф. Кёнигседера.
Центральный элемент интерьера корпуса — огромный вестибюль-атриум, напоминающий городскую площадь, перекрытую прозрачной стеклянной кровлей. Устройство в нём ансамбля из колонн ассоциирует его архитектуру с Колонным залом Благородного собрания М. Ф. Казакова. В дугообразном объёме между крыльями корпуса устроена Большая аудитория, вмещающая 1102 человека.
В работе над созданием здания принимал активное участие инженер В. Г. Шухов. Им был разработана крыша вестибюля, стропила Большой и двух Малых аудиторий, конструкции колонн, балок, а также каркас шестиэтажного книгохранилища.
Технологии строительства, использованные В. Г. Шуховым при возведении стеклянной крыши над вестибюлем Аудиторного корпуса МВЖК, позднее были использованы им при возведении аналогичных конструкций над Верхними торговыми рядами на Красной площади и над Музеем изящных искусств имени императора Александра III при Московском университете.

## Отражение в культуре
В главном корпусе МПГУ снято свыше 100 художественных и документальных фильмов, среди которых: «Хождение по мукам», «Большая перемена», «Мы из джаза», «Карнавал», «Курьер», «Лёгкая жизнь», «Прощание в июне», «Доктор Живаго», «Исчезнувшая империя».
В вестибюле и Большой (9-й) аудитории Главного корпуса МПГУ проводили коллективные встречи и выступления видные деятели политики, науки, культуры: городской голова Москвы В. М. Голицын, академики, Нобелевские лауреаты А. Д. Сахаров, Ж. И. Алфёров, политики В. И. Ленин, Ю. М. Лужков, С. М. Миронов, В. В. Путин, Д. А. Медведев, В. П. Лукин, поэты и писатели В. В. Маяковский, Максим Горький, С. А. Есенин, А. А. Блок, И. А. Бунин, Л. Н. Андреев, М. А. Шолохов, Б. Ш. Окуджава, Е. А. Евтушенко, певцы Л. В. Собинов, Ф. И. Шаляпин, актёры М. Н. Ермолова, В. И. Качалов, А. Н. Вертинский, М. А. Ульянов.

## Галерея
- Фасад главного корпуса МПГУ
- МПГУ  в 2022  году
- Главный корпус МПГУ. Ротонда
- Главный корпус МПГУ. Ротонда
- Главный корпус МПГУ. Декор фасада ротонды
- Декор фасада главного корпуса
- Фасад главного корпуса
- Фасад главного корпуса со стороны университетского сквера
- Главный корпус МПГУ со стороны университетского сквера
- Главный корпус со стороны университетского сквера
- Интерьер здания. Вид с балкона 2-го этажа
- Интерьер здания. Вид с 1-го этажа